# Mark Shannon
Mark Shannon (eigentlich Manlio Cersosimo; * 1939 in Rom; † 2018) war ein italienischer Schauspieler und Pornodarsteller.
Der Sohn eines bekannten Richters lernte 1961 die ehemalige Miss Italien Anna Vincenzini kennen, die er zwei Jahre später heiratete. Im selben Jahr drehte er auf Vermittlung seines Onkels Rino Merolle seinen ersten Film in einer von dessen Produktionen, Vino, whisky e acqua salata. Wenige weitere Angebote folgten. Nach Versuchen im Bankgewerbe und als Restaurantbesitzer in Brasilien war er 1978 in Roberto Mauris Le porno killers zu sehen und drehte anschließend unter dem nach einem Protagonisten eines Romanes von Frederick Forsyth gewählten Pseudonym zahlreiche Hardcore-Filme. Daneben hatte er einige Rollen im Mainstream-Kino, auch in Hauptrollen, unter Joe D’Amato; etliche Horrorfilme, in denen er sich teilweise auch an Porno-Hardcore-Szenen beteiligte, erlangten überdurchschnittliche Bekanntheit. Zwischen Phasen des Filmengagements arbeitete Shannon als Tourismusunternehmer in Tansania und (von 1984 bis 1988) auf den Seychellen. Dann setzte er diese Arbeit in seiner Geburtsstadt fort. Kleinere Drehbucharbeiten für das Fernsehen verbanden ihn mit seiner Zeit als Darsteller.

## Filmografie (Auswahl)
- 1967: Hotel Eros – intim (Motel Confidential)
- 1980: Woodoo-Baby – Sex und schwarze Magie in der Karibik (Orgasmo nero)
- 1980: Orgasmo Nero III – Schwarze Haut auf weißem Sand (Sesso nero)
- 1980: In der Gewalt der Zombies (Le notti erotiche dei morti viventi)
- 1981: Insel der Zombies (Porno Holocaust)
- 1982: Frau Doktor kann’s nicht lassen (Pierino aiutante messo comunale… praticamente spione)
- 1982: Caligola: La storia mai raccontata
- 1983: Bathman dal pianeta Eros
- 1983: Naked Wild Erections
- 1988: Elf Tage, elf Nächte 2 (Top Model)